# Termas romanas de Itálica
Las termas romanas de Itálica fueron construidas en la que fue primera ciudad romana en Hispania, Itálica, situada en el actual término municipal de Santiponce (provincia de Sevilla), en Andalucía (España), que fue fundada en el año 206 a. C.

## Historia

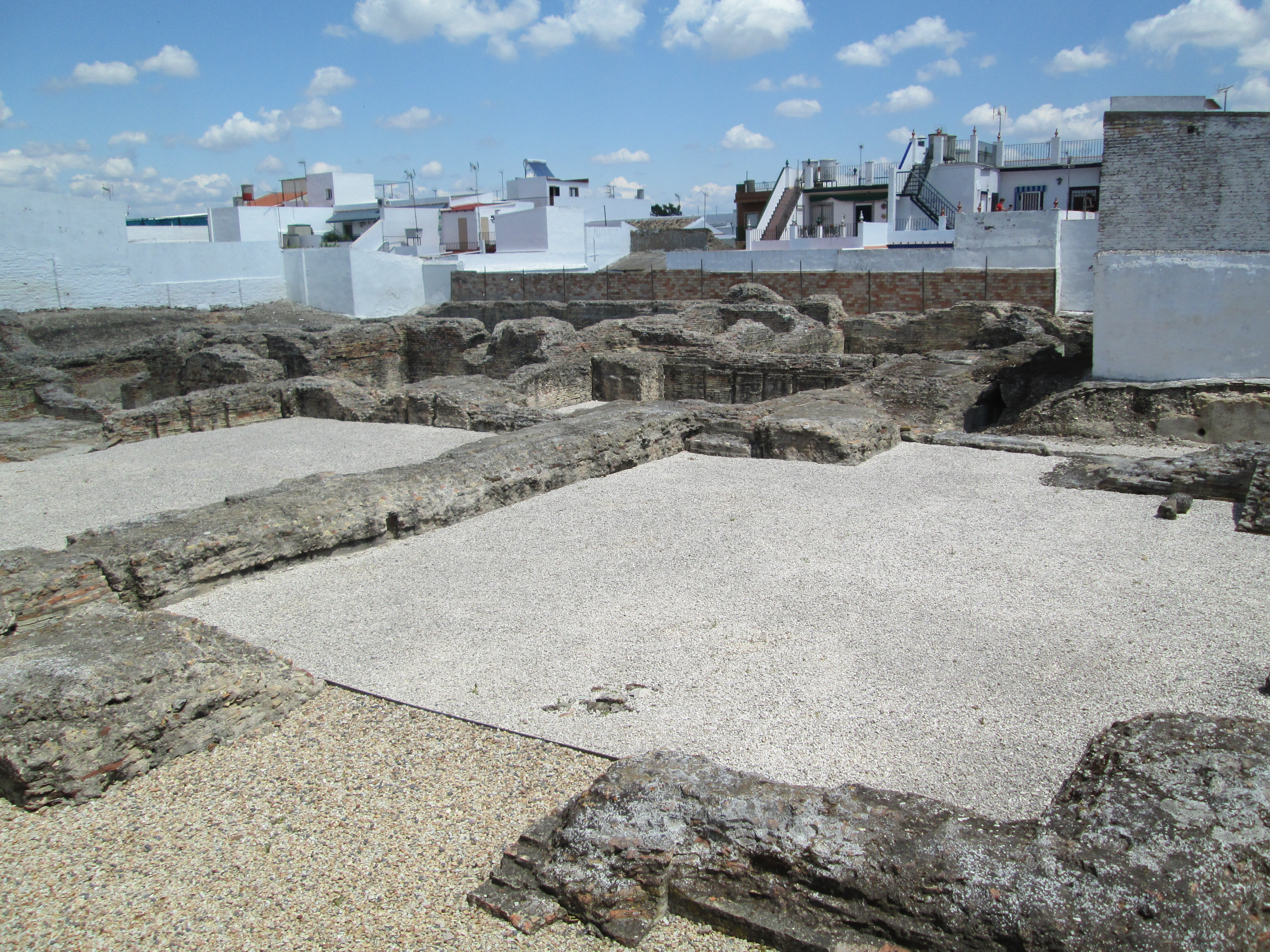
Restos de las Termas Menores.

Se construyeron en la ciudad dos complejos termales:
- Las termas menores datan de la época de Trajano, bajo el mandato de Adriano fue reforzada su estructura, la superficie observable ocupa una extensión de 1500 m².
- Las termas mayores datan de la época de Adriano y ocupaban 32.000 m² situadas en el extremo occidental de la ciudad.

## Características y función
El conjunto termal lo utilizaban los ciudadanos de Itálica para recibir masajes, tomar baños y realizar ejercicios, para participar en reuniones amistosas o de negocio, escuchar a los poetas de moda y consultar la biblioteca
Disponía de varias secciones y estancias:
- frigidarium, (acceso y servicios)
- tepidarium,
- caldarium, (estancia absidada)
- natatio, (piscina)
- gimnasio para ejercicios
- palestra para pruebas ecuestres.
- praefurnia, hornos principales